# Halowe Mistrzostwa Europy w Lekkoatletyce 1990 – bieg na 800 m mężczyzn
Bieg na 800 metrów mężczyzn – jedna z konkurencji biegowych rozgrywanych podczas halowych lekkoatletycznych mistrzostw Europy w  hali Kelvin Hall w Glasgow. Eliminacje i półfinały zostały rozegrane 3 marca, a bieg finałowy 4 marca 1990. Zwyciężył reprezentant Wielkiej Brytanii Tom McKean. Tytułu zdobytego na poprzednich mistrzostwach nie bronił Steve Heard z Wielkiej Brytanii.

## Rezultaty

### Eliminacje
Rozegrano 3 biegi eliminacyjne, do których przystąpiło 18 biegaczy. Awans do półfinałów dawało zajęcie jednego z pierwszych trzech miejsc w swoim biegu (Q). Skład półfinałów uzupełniło trzech zawodników z najlepszym czasem wśród przegranych (q).
Opracowano na podstawie materiału źródłowego.

#### Bieg 1
| Miejsce | Zawodnik         | Czas    | Uwagi |
| ------- | ---------------- | ------- | ----- |
| 1       | Slobodan Popović | 1:49,71 | Q     |
| 2       | Zbigniew Janus   | 1:49,75 | Q     |
| 3       | José Arconada    | 1:53,78 | Q     |
| –       | Esko Parpala     | DNF     |       |
| –       | David Sharpe     | DNF     |       |
| –       | Simone Modugno   | DSQ     |       |

#### Bieg 2
| Miejsce | Zawodnik             | Czas    | Uwagi |
| ------- | -------------------- | ------- | ----- |
| 1       | Jussi Udelhoven      | 1:52,09 | Q     |
| 2       | Tom McKean           | 1:52,41 | Q     |
| 3       | António Abrantes     | 1:52,43 | Q     |
| 4       | Andriej Sudnik       | 1:52,51 |       |
| 5       | Mark Eplinius        | 1:52,79 |       |
| 6       | Luis Javier González | 1:53,71 |       |

#### Bieg 3
| Miejsce | Zawodnik        | Czas    | Uwagi |
| ------- | --------------- | ------- | ----- |
| 1       | Martin Enholm   | 1:49,94 | Q     |
| 2       | Giuseppe D’Urso | 1:50,12 | Q     |
| 3       | Joachim Dehmel  | 1:50,14 | Q     |
| 4       | Brian Whittle   | 1:50,14 | q     |
| 5       | Nicola Bonamici | 1:50,54 | q     |
| 6       | Tomás de Teresa | 1:51,89 | q     |

### Półfinały
Rozegrano 2 biegi półfinałowe, w których wystartowało 12 biegaczy. Awans do finału dawało zajęcie jednego z dwóch pierwszych miejsc w swoim biegu (Q). Skład finału uzupełniło dwóch zawodników z najlepszym czasem wśród przegranych (q).
Opracowano na podstawie materiału źródłowego.

#### Bieg 1
| Miejsce | Zawodnik         | Czas    | Uwagi |
| ------- | ---------------- | ------- | ----- |
| 1       | José Arconada    | 1:49,41 | Q     |
| 2       | Tom McKean       | 1:49,82 | Q     |
| 3       | Slobodan Popović | 1:50,50 | q     |
| 4       | Joachim Dehmel   | 1:52,86 |       |
| 5       | Nicola Bonamici  | 1:52,89 |       |
| –       | Martin Enholm    | DSQ     |       |

#### Bieg 2
| Miejsce | Zawodnik         | Czas    | Uwagi |
| ------- | ---------------- | ------- | ----- |
| 1       | Zbigniew Janus   | 1:48,43 | Q     |
| 2       | Brian Whittle    | 1:48,97 | Q     |
| 3       | Tomás de Teresa  | 1:49,06 | q     |
| 4       | Giuseppe D’Urso  | 1:49,45 | q     |
| 5       | António Abrantes | 1:52,29 |       |
| 6       | Jussi Udelhoven  | 1:55,43 |       |

### Finał
Opracowano na podstawie materiału źródłowego.
| Miejsce | Zawodnik        | Czas    | Uwagi |
| ------- | --------------- | ------- | ----- |
| 1       | Tom McKean      | 1:46,22 |       |
| 2       | Tomás de Teresa | 1:47,22 |       |
| 3       | Zbigniew Janus  | 1:47,37 |       |
| 4       | José Arconada   | 1:47,40 |       |
| 5       | Giuseppe D’Urso | 1:49,52 |       |
| –       | Brian Whittle   | DNS     |       |